# Placé
Placé é uma comuna francesa na região administrativa da Pays de la Loire, no departamento de Mayenne. Estende-se por uma área de 25,25 km². Em 2010 a comuna tinha 354 habitantes (densidade: 14 hab./km²).